# Севастополь
Севасто́поль (укр. Севастополь; с 1783 по 1784 и с 1797 по 1826 годы — Ахтиар, крымскотат. Акъяр, Aqyar) — город на юго-западе Крымского полуострова, на побережье Чёрного моря. Незамерзающий морской торговый и рыбный порт, промышленный, научно-технический, рекреационный и культурно-исторический центр. Носит звание «Город-Герой». В Севастополе расположена главная военно-морская база Черноморского флота Российской Федерации. До 2014 года в городе также располагалась главная военно-морская база Военно-морских сил Украины.
В 2014 году Россия аннексировала Крымский полуостров, включая Севастополь. Согласно административному делению Украины, частью которой он признаётся большинством государств — членов ООН, Севастополь является регионом Украины — городом со специальным статусом. Аннексировавшая Крым Россия образовала на территории Севастополя субъект Российской Федерации — город федерального значения.

## Этимология
Основан в 1783 году как военно-морской порт и город в Ахтиарской бухте; название бухты — по татарской деревне Ахтияр или Акъяр (крымскотатарское ак- «белый», яр — «крутой берег, обрыв у моря»). В 1784 году, в соответствии с бытовавшей тогда в Российской империи традицией давать новым городам названия на греческий манер, городу было присвоено название Севастополь — «священный город» (греческое σεβαστός — «высокочтимый, священный», πόλις — «город»). В 1797 году император Павел I переименовал город в Ахтияр, но и в период действия указа Павла I город параллельно с Ахтияром называли и Севастополем, о чём свидетельствуют карты и атласы тех лет издания. В 1826 году сенатским указом городу возвращено название Севастополь.

## География

### Расположение
Город Севастополь расположен в юго-западной части Крымского полуострова на Гераклейском полуострове. Исторический центр города расположен на южной стороне Севастопольской бухты.
Территория Севастополя как российского города федерального значения и граничит с административными единицами Республики Крым — на севере и востоке — с Бахчисарайским районом, а на юго-востоке — с территорией городского округа Ялта. Общая длина сухопутных границ составляет 106 км. На западе и юге территория Севастопольского региона ограничена береговой линией Чёрного моря, общая протяжённость которой составляет 152 км. Крайними точками являются:
- на севере — мыс Лукулл,
- на юге — мыс Николая,
- на западе — мыс Херсонес,
- на востоке — гора Тез-Баир на Ай-Петринской яйле.

Территория Севастополя с 2023 года согласно украинскому законодательству также ограничена береговой линией Севастопольской бухты и Чёрного моря; на суше город, включая его полуэксклав Балаклаву, окружён территорией укрупнённого Бахчисарайского района Автономной Республики Крым. Остальные территории, ранее включавшиеся в состав Севастополя и находящиеся в его составе по российскому закондательству, переданы Бахчисарайскому району.

### Ландшафт
На территории Севастопольского региона берут начало все три основные гряды Крымских гор:
- Южная гряда — Балаклавскими высотами,
- Внутренняя гряда — Мекензиевыми горами,
- Внешняя гряда — возвышенностью Кара-Тау.

Основные типы ландшафтов:
- Сасык-Альминский — ковыльно-степной, равнинно-балочный ландшафт (северная часть города);
- Гераклейский внешнекуэстовый, ксерофитно-фриганный (занимает самую большую площадь);
- Балаклавский низкогорный, окраинно-грядовый, лесокустарниковый (район Балаклавы);
- Байдарский подгорный, горнокотловинный, лесостепной (самый небольшой по площади, на крайнем юго-востоке Балаклавского района).

В составе земель города федерального значения Севастополя по данным на 1 января 2019 года выделяются:
- 50 км² — земли жилой застройки;
- 16 км² — земли общественно-деловой застройки;
- 20 км² — земли промышленности;
- 23 км² — земли общего пользования;
- 17 км² — земли транспорта, связи, инженерных коммуникаций;
- 277 км² — земли сельскохозяйственного использования;
- 8 км² — земли особо охраняемых территорий и объектов;
- 14 км² — земли водного фонда;
- 355 км² — земли лесничеств и лесопарков;
- 49 км² — земли под военными и иными режимными объектами;
- 10 км² — земли под объектами иного специального назначения;
- 25 км² — земли, не вовлечённые в градостроительную или иную деятельность.

По территории Севастополя протекают реки Бельбек, Чёрная и Кача, занимающие в Крыму соответственно первое, второе и четвёртое место по полноводности.
Побережье в районе Севастополя уникально для Крыма благодаря многочисленности (более 30) удобных, хорошо защищённых незамерзающих бухт.
Извилистые берега самой длинной Севастопольской бухты более чем на восемь километров уходят вглубь полуострова. Скалистые мысы являются естественными цитаделями. Севастопольская бухта считается одной из нескольких самых удобных бухт в мире.
Заповедные территории Севастополя:
- Байдарский — ландшафтный заказник общегосударственного значения.
- Бухта Казачья — общезоологический, гидрологический заказник общегосударственного значения.
- Мыс Айя — ландшафтный заказник общегосударственного значения.
- Мыс Фиолент — ландшафтный заказник общегосударственного значения.
- Прибрежный аквальный комплекс у мыса Фиолент.
- Прибрежный аквальный комплекс у мыса Лукулл.
- Прибрежный аквальный комплекс у Херсонесского заповедника — гидрологический памятник местного значения.
- Сарыч-Ласпинский прибрежно-аквальный комплекс — гидрологический памятник природы.
- Скалы Ласпи — заповедное урочище.
- Ушакова балка — ботанический памятник природы местного значения.

|             |                    |                                         |
| Южная бухта | Балаклавская бухта | Вид на Севастополь с Балаклавских высот |

### Часовой пояс (по российскому времени)
Севастополь находится в часовой зоне МСК (московское время). Смещение применяемого времени относительно UTC составляет +3:00.
В соответствии с применяемым временем и географической долготой средний солнечный полдень в Севастополе наступает в 12:46.

### Климат
Климат на территории, находящейся в подчинении Севастопольского горсовета, близок к субтропическому климату Южного берега Крыма, и имеет свои особенности в двух микроклиматических подзонах, которые делят город пополам по границе мыса Фиолент:
- в предгорьях — сравнительно мягкий, морской, умеренно континентальный,
- на юго-восточном побережье — субтропический средиземноморского типа (обозначение по Кёппену: Cfa)[22].

Среднемесячная температура воздуха в течение всего года является положительной. Самый холодный месяц — февраль (средняя температура +2,8 ºС), самый тёплый — июль (средняя температура +22,4 ºС). Температура поверхностного слоя воды Чёрного моря у побережья Севастополя также всегда выше нуля, а в июле составляет в среднем +22,4 ºС. Атмосферные осадки в течение года выпадают довольно равномерно: от 280 до 400 мм/гг. Наиболее сухой месяц в году — май.
| Показатель                                         | Янв. | Фев. | Март  | Апр. | Май  | Июнь | Июль | Авг. | Сен. | Окт. | Нояб. | Дек.  | Год  |
| -------------------------------------------------- | ---- | ---- | ----- | ---- | ---- | ---- | ---- | ---- | ---- | ---- | ----- | ----- | ---- |
| Абсолютный максимум, °C                            | 20,4 | 23,9 | 27,2  | 31,1 | 34,0 | 35,6 | 38,3 | 39,0 | 37,5 | 32,8 | 28,5  | 22,7  | 39,0 |
| Средний суточный максимум, °C                      | 5,9  | 6,0  | 8,9   | 13,6 | 19,2 | 23,5 | 26,5 | 26,3 | 22,4 | 17,8 | 12,3  | 8,1   | 15,9 |
| Средняя температура, °C                            | 2,9  | 2,8  | 5,4   | 9,8  | 15,1 | 19,5 | 22,4 | 22,1 | 18,1 | 13,8 | 8,8   | 5,0   | 12,2 |
| Средний суточный минимум, °C                       | −0,2 | −0,4 | 2,0   | 6,1  | 11,1 | 15,5 | 18,2 | 17,9 | 13,9 | 9,9  | 5,4   | 2,0   | 8,5  |
| Абсолютный минимум, °C                             | −20  | −22  | −17,7 | −4,4 | 0,6  | 6,7  | 11,1 | 10,6 | 2,0  | −7,5 | −12,5 | −21,9 | −22  |
| Норма осадков, мм                                  | 26   | 25   | 24    | 27   | 18   | 26   | 32   | 33   | 42   | 32   | 42    | 52    | 379  |
| Источник: База данных погоды, Туристический портал |      |      |       |      |      |      |      |      |      |      |       |       |      |

| Показатель              | Янв. | Фев. | Март | Апр. | Май  | Июнь | Июль | Авг. | Сен. | Окт. | Нояб. | Дек. | Год  |
| ----------------------- | ---- | ---- | ---- | ---- | ---- | ---- | ---- | ---- | ---- | ---- | ----- | ---- | ---- |
| Абсолютный максимум, °C | 10,9 | 9,0  | 10,1 | 14,1 | 21,0 | 25,4 | 26,2 | 26,5 | 26,4 | 23,4 | 17,6  | 12,5 | 26,5 |
| Средняя температура, °C | 7,0  | 6,5  | 7,3  | 10,0 | 14,4 | 19,9 | 22,4 | 23,5 | 20,9 | 16,9 | 12,3  | 8,8  | 14,2 |
| Абсолютный минимум, °C  | 3,9  | 3,1  | 0,2  | 6,8  | 9,8  | 14,6 | 16,0 | 16,3 | 14,4 | 12,7 | 6,2   | 5,2  | 0,2  |

Продолжительность солнечного сияния превышает 2350 часов (в том числе 1898 часов в период апрель-октябрь), а в июле в Севастополе не закрытый облаками солнечный диск господствует на небе в течение 356 часов. Это на несколько часов больше, чем восточнее — в Ялте и Алуште, и на 122 часа больше, чем в более южном черноморском городе Батуми.

## История

### Предыстория
От древнейшего населения и первого упоминаемого жившего здесь народа — тавров — осталось мало следов. В окрестностях города сохранились кромлехи и дольмены. В V веке до н. э. древними греками, выходцами из Гераклеи Понтийской, основан Херсонес Таврический. Существует версия о более раннем основании города, упоминаемого как Страбонов Херсонес. Сейчас руины Херсонеса находятся в городской черте в Гагаринском районе Севастополя, где расположен Херсонесский музей-заповедник. Значительную часть современного Севастополя занимала хора (сельскохозяйственная территория) Херсонеса.
Херсонес был независимым полисом, входил в состав Римской и затем Византийской империй.
Во время своего путешествия Херсонес посещал святой апостол Андрей Первозванный. В Херсонесе принял мученическую смерть муж апостольский святой Климент, папа Римский (I век н. э.). В Херсонесе умер в ссылке святой Мартин Исповедник, также папа Римский (VII век н. э.).
В 988 году городом Херсоном (как стал именоваться город в византийское время; в древнерусских источниках — Корсунь) овладел киевский князь Владимир Святославич, который вместе со своей дружиной принял здесь христианство. Таким образом, Херсонес считается наиболее вероятным местом крещения Руси. Прямых подтверждений в исторических источниках этому нет. Но с другой стороны, других баптистериев того времени, кроме херсонесского, на территории Руси неизвестно.
Херсонес был окончательно уничтожен войском Золотой Орды, с эмиром Едигеем (Эдигеем) во главе, в 1399 году. Территория, на которой впоследствии вырос Севастополь, принадлежала обособившемуся с XIII века от Византии княжеству Феодоро, а также частично (и со второй половины XIV века) — Генуэзской республике, вплоть до захвата Османской империей всех владений феодоритов и генуэзцев в Крыму в 1475 году. В 1475—1781 годы — частично Крымским ханством, и частично напрямую Османской империей.
В 1771 году территория современного Севастополя была занята русскими войсками в ходе очередной русско-турецкой войны, к 1773 году относится начало постройки первых береговых укреплений на берегах Ахтиярской бухты, темпы строительства которых усилились после её инспекции А. В. Суворовым в 1778 году.

### Основание и рост города
Сразу же после присоединения Крыма к России (манифест Екатерины II «О принятии полуострова Крымского, острова Тамана и всей Кубанской стороны под Российскую державу» был издан 8 (19) апреля 1783 года) на полуостров распоряжением императрицы был направлен фрегат «Осторожный» под командованием капитана II ранга Ивана Берсенева для выбора гавани у юго-западного побережья, на котором предполагалось построить стратегически необходимый военный порт. Осмотрев в апреле 1783 года бухту у посёлка Ахтиар, расположенную неподалёку от развалин древнего города Херсонеса-Таврического, Берсенев рекомендовал её в качестве базы для кораблей будущего Черноморского флота.
Датой основания современного Севастополя считается 3 (14) июня 1783 года. В этот день под руководством контр-адмирала Фомы Фомича Мекензи были заложены первые четыре каменные постройки Севастополя: дом командующего Севастопольской эскадрой Томаса Меккензи (Фомы Фомича), часовня, кузница в Адмиралтействе и пристань, названная впоследствии Графской. Основателем города явился контр-адмирал шотландского происхождения Фома Фомич Мекензи. Но ещё пятью годами ранее решением Александра Суворова на берегах Севастопольской бухты были построены первые земляные укрепления и размещены русские войска. Первоначально поселение называлось Ахтиар, по имени бывшей на месте города крымскотатарской деревни Ак-Яр (крымскотат. белый берег, обрыв), пока 10 (21) февраля 1784 года Екатерина II своим указом не повелела Г. А. Потёмкину устроить на его месте большую крепость и назвать Севастополем. Город строился на средства, полученные Потёмкиным с новороссийских земель. Административно Севастополь вошёл в состав Таврической области, образованной в составе Екатеринославского наместничества.
Название города состоит из двух греческих слов Σεβαστός (Севастос) — «высокочтимый, священный» и πόλη (полис) — «город». Севастос — эквивалент латинского титула «Август», поэтому Севастополь означает и «августейший город», «императорский город». В советской литературе приводились переводы, не связанные с императорским титулом, например, в Большой советской энциклопедии название переведено как «величественный город», «город славы».
В 1797 году император Павел I переименовал его в Ахтиар. В 1826 году сенатским указом городу было возвращено прежнее, греческое, имя — Севастополь.
Реализацию первоначальной схемы строительства города взял на себя Ф. Ф. Ушаков, назначенный в 1788 году командующим портом и Севастопольской эскадрой. Он построил много домов, казармы, госпиталь, дороги, рынки, колодцы.
В 1802 году Ахтиар вошёл в состав новообразованной Таврической губернии, а двумя годами позже объявлен главным военным портом Чёрного моря Российской империи. В том же, 1804 году, был закрыт коммерческий порт, правда, он был открыт в 1808 году, но снова закрыт в 1809 году до 1820 года, когда в городе открылся порт для внутрироссийской торговли. Международного же торгового порта в Севастополе не было до 1867 года. Город был военным, работающим на флот. В 1822 году из 25-тысячного населения Ахтиара менее 500 человек были штатские. Но не только с военным делом связан начальный период истории города, так, в 1827 году начаты археологические раскопки Херсонеса Таврического, древнейшего поселения в черте Севастополя.
В 1830 году в Севастополе произошло крупное восстание, спровоцированное карантинными мерами во время русско-турецкой войны 1828—1829 годов, один из первых в серии холерных бунтов 1830—1831 годов. Оно началось 3 (15) июня и быстро вовлекло матросов, солдат, городские низы. 4 (16) июня восставшими был убит губернатор города Н. А. Столыпин, несколько чиновников, и до 7 (19) июня город находился в руках мятежников. После подавления восстания 1580 участников были преданы военному суду, 7 из них — расстреляны.
Начало бурного роста Севастополя неразрывно связано с именем М. П. Лазарева. Назначенный начальником штаба Черноморского флота в 1832 году, а позднее — главнокомандующим флотом и портами и военным губернатором города, он строит адмиралтейство с предприятиями судоремонта и судостроения на берегах Корабельной и Южной бухт. Создав таким образом производственную базу флота, М. П. Лазарев приступает к реконструкции и застройке города, для чего 25 октября (6 ноября) 1840 года был разработан и принят первый генеральный план Севастополя. В частности, была снесена одноэтажная застройка Центрального холма, носившего название «Хребет беззакония», освободив место для зданий в духе классицизма. Одновременно, быстрее, чем в других городах Крыма, росло население Севастополя. По состоянию на 1850 год оно составляло 45046 человек, из них 32692 — нижние воинские чины. Дальнейшее развитие города было предусмотрено генеральным планом 1851 года, но его выполнению помешала Крымская война.

### Крымская война, дальнейшее развитие Севастополя
Севастополь играл ключевую роль в Крымской войне 1853—1856 гг. 2 (14) сентября 1854 года 62-тысячная соединённая армия Англии, Франции и Турции высадилась под Евпаторией и направилась к Севастополю, на защиту которого встали 25 тысяч моряков и 7-и тысячный гарнизон города. Подавляющим было также преимущество флота нападавших, ввиду чего позднее было принято решение о затоплении российских кораблей для преграждения входа в Севастопольскую бухту.
Виктор Гюго сравнил осаду Севастополя с осадой Трои. Историк Камилл Руссе, так разъясняет метафору Гюго: «Всё это также происходило на уголке земли, на границе между Азией и Европой, где великие империи встретились… Десять лет перед Троей, десять месяцев перед Севастополем».
13 (25) сентября город был объявлен на осадном положении, началась Героическая Оборона Севастополя, длившаяся 349 дней, до 27 августа (8 сентября) 1855 года. Благодаря беспримерному мужеству защитников, несмотря на шесть массированных бомбардировок и два штурма, союзники так и не смогли взять военно-морскую крепость Севастополь. Хотя в результате русские войска отошли на Северную сторону, они оставили противнику одни развалины. Оккупация Севастополя союзниками продолжалась до 23 июня (5 июля) 1856 года.
По Парижскому мирному договору 1856 года России и Турции запрещалось иметь военный флот на Чёрном море. Разрушенный город на время потерял стратегическое значение, но стал крупным центром туризма. После упразднения военного порта в Севастополь был разрешён заход иностранных торговых судов.
В 1867 году Севастополь посетил Марк Твен. В «Простаках за границей» он так описал город:
Помпея сохранилась куда лучше Севастополя. В какую сторону ни глянь, всюду развалины, одни только развалины! Разрушенные дома, обвалившиеся стены, груды обломков — полное разорение. Будто чудовищное землетрясение всей своей мощью обрушилось на этот клочок суши. Долгих полтора года война бушевала здесь и оставила город в таких развалинах, печальнее которых не видано под солнцем. Ни один дом не остался невредимым, ни в одном нельзя жить. Трудно представить себе более ужасное, более полное разрушение. Дома здесь были сооружены на совесть, сложены из камня, но пушечные ядра били по ним снова и снова, срывали крыши, разрубали стены сверху донизу, и теперь на полмили здесь тянутся одни разбитые печные трубы. Даже угадать невозможно, как выглядели эти дома. У самых больших зданий снесены углы, колонны расколоты пополам, карнизы разбиты вдребезги, в стенах зияют дыры. Иные из них такие круглые и аккуратные, словно их просверлили дрелью. Другие пробиты не насквозь, и в стене остался такой ровный, гладкий и чёткий след, словно его нарочно шлифовали. Тут и там ядра застряли в стенах, и ржавые слёзы сочатся из-под них, оставляя на камне тёмную дорожку.
В 1875 году построена железная дорога Харьков—Лозовая—Севастополь, соединяющая материк страны с городом.
Необходимость возрождения российского Черноморского флота снова возникла в ходе Русско-турецкой войны 1877—1878 гг., когда Турция ввела в Чёрное море броненосный флот, а Россия смогла противопоставить только вооружённые торговые суда и лёгкие корабли.
В 1890 году Севастополь причислен к разряду крепостей, торговый порт перенесён в Феодосию.
|                               |                                  |                                   |                                        |                                                                |
| Памятник затопленным кораблям | Памятник адмиралу П. С. Нахимову | Памятник генералу Э. И. Тотлебену | Памятник вице-адмиралу В. А. Корнилову | Памятник российским частям, защищавшим 4-й бастион Севастополя |

### Севастополь в началеXX века
В 1901 году в городе появились первые социал-демократические кружки, в 1902 году они объединились в «севастопольскую рабочую организацию», на её основе в 1903 году создан севастопольский комитет РСДРП.
14 (27) мая 1905 года открыта всемирно известная панорама «Оборона Севастополя 1854—1855 гг.», построенная по проекту инженера О. И. Энберга и архитектора В. А. Фельдмана, художник Ф. А. Рубо.
В годы первой русской революции произошло восстание на броненосце «Потёмкин», его пример вызвал выступления матросов на других кораблях Черноморского флота. В ноябре 1905 года в вооружённом восстании приняли участие экипажи 14 боевых кораблей, рабочие порта и морского завода, солдаты гарнизона. 14 (27) ноября 1905 года красный флаг был поднят на крейсере «Очаков», возглавил первое соединение кораблей революционного флота лейтенант П. П. Шмидт. Войска подавили мятеж, а его руководители П. П. Шмидт и другие были расстреляны.

### Гражданская война
В 1917 году после Октябрьской революции власть в городе перешла к Совету военных и рабочих депутатов. После недолгого периода власти эсеров и меньшевиков в Совете, были проведены новые выборы, где большинство получили большевики. Окончательно советская власть установилась после занятия города большевиками и отступления войск Врангеля 15 ноября 1920 года.
Историк Сергей Мельгунов в книге Красный террор в России пишет, что Севастополь, наряду с Балаклавой, стал одним из тех крымских городов, где проводимые большевиками казни приняли наибольшие размеры — общее число расстрелянных составило около 29 тысяч человек. Как пишет Мельгунов, населению Севастополя советскими властями было отказано в праве жаловаться на исполнителей репрессий, «так как оно содействовало белогвардейцам». Кроме бывших солдат и офицеров Русской императорской армии, расстреливались жители города, работники Красного Креста, деятели земств, журналисты и т. д.

### Великая Отечественная война
22 июня 1941 года город подвергся первой бомбардировке немецкой авиации, целью которой было минировать с воздуха бухты, блокировать флот. План был сорван зенитной и корабельной артиллерией Черноморского флота. После вторжения немецкой армии в Крым началась оборона города, продолжавшаяся 248 дней (30 октября 1941—4 июля 1942. 4 ноября 1941 года Ставка Верховного Главнокомандования создала Севастопольский оборонительный район. Советские войска Приморской армии (генерал-майор И. Е. Петров) и силы Черноморского флота (вице-адмирал Ф. С. Октябрьский) отразили в ноябре и декабре 1941 года два крупных наступления 11-й армии Манштейна, сковав крупные силы противника. Перестройкой всей жизни города на военный лад, работой для фронта севастопольских предприятий руководил Городской комитет обороны (ГКО), председатель — первый секретарь Севастопольского горкома ВКП(б) Б. А. Борисов.
Под Севастополем развернулось активное партизанское движение, в которое включились пионеры и комсомольцы. Среди них были Валерий Волков и Вилор Чекмак.
В июне—июле 1942 года гарнизон Севастополя, а также войска, эвакуированные из Одессы, четыре недели оборонялись против превосходящих сил противника. Город был оставлен советскими войсками, лишь когда возможности обороны были исчерпаны. Это случилось 9 июля 1942 года. По планам нацистов, город должен был быть переименован в Теодорихсхафен (нем. Theoderichshafen), однако эти планы не были осуществлены. В 1942—1944 севастопольским подпольем руководил участник обороны города В. Д. Ревякин. За время немецкой оккупации город был практически окончательно разрушен (полностью уничтожены все промышленные предприятия и объекты коммунального хозяйства, уцелело не более 6 % довоенного жилого фонда). В городе было истреблено 27 тыс. мирных жителей (не считая расстрелянных и замученных военнопленных), 42 тыс. вывезено на принудительные работы в Германию; на момент освобождения в Севастополе находилось всего 3 тысячи мирных жителей. Только в двух лагерях военнопленных — в казармах бывшего полуэкипажа Черноморского флота и в лазарете при Севастопольской тюрьме было умерщвлено и заморено голодом до 5 тысяч советских военнопленных.
В ходе Крымской наступательной операции 1944 года с 17 по 19 апреля передовые части трёх советских армий 4-го Украинского фронта (генерал армии Ф. И. Толбухин) вышли с боями на дальние подступы к Севастополю. 23—25 апреля была предпринята попытка освобождения города, но удалось продвинуться на ряде направлений до 5 километров и овладеть несколькими опорными пунктами немецкой обороны: немцы успели занять прочную оборону, используя при этом советские укрепления 1941—1942 годов. Маршал А. М. Василевский добился у И. В. Сталина приостановки решающего штурма на несколько дней для подтягивания тяжёлой артиллерии и достаточного количества боеприпасов, а также всех отставших тыловых частей. 5 мая 1944 года начался решающий штурм на отвлекающих направлениях, 7 мая начался штурм основных немецких оборонительных укреплений на Сапун-горе, 9 мая был освобождён город. 12 мая от остатков немецких войск был очищен мыс Херсонес.
Приказом Верховного главнокомандующего от 1 мая 1945 года № 20 Ленинград, Сталинград, Севастополь и Одесса были названы городами-героями.
Ввиду большого объёма разрушений в Севастополе и для скорейшего восстановления города, порта и военно-морской базы с судостроительными мощностями в апреле 1944 года было создано особое строительное управление «Севастопольстрой» во главе с Николаем Бехтиным (в него вошло 8 стройуправлений разного профиля, численность работников летом 1944 года составила 12 000 человек, из них почти 6 000 военнопленных), которое через несколько дней после освобождения города приступило к работе.

### Севастополь после войны
В послевоенные годы город был вторично полностью восстановлен. 19 ноября 1944 года было принято постановление Совнаркома СССР «О мероприятиях по восстановлению города Севастополя», в 1945 году он был включён в список из 15 городов, подлежащих восстановлению в первую очередь. 30 апреля 1946 года Совет министров РСФСР утвердил генеральный план Севастополя. Но Сталин остался очень недоволен темпами восстановления города, и 25 октября 1948 года Совет министров СССР принял Постановление «О восстановлении города и главной базы Черноморского флота Севастополя», в котором была поставлена задача завершить восстановление города за 4 года. Для её реализации, кроме поставленных конкретных задач перед гражданскими ведомствами, было создано и военное Управление восстановления Севастополя (начальник генерал-майор И. В. Комзин) и военно-морское Управление «Севастопольвоенморстрой». Им обоим было передано по несколько военно-строительных батальонов, эшелонами доставлена строительная техника, для их нужд построены кирпичный и цементный заводы. В целом Постановление 1948 года было выполнено в срок. С 1948 года — город республиканского подчинения.
В 1950-е годы застроены кольцо улиц и площадей вокруг главного городского холма, в 1960-е и 1970-е годы — целый ряд новых жилых районов, в районе бывшего Куликова поля выстроен проспект Генерала Острякова, застроены кварталы на берегах Стрелецкой и Камышовой бухт, на Северной стороне. В 1954 году воссоздано здание панорамы «Оборона Севастополя 1854—1855 гг.», в 1957 году — построено новое здание городского русского драматического театра. В 1959 году открылась диорама «Штурм Сапун-горы 7 мая 1944 года». На площади Нахимова в 1964—1967 годы сооружён Мемориал героической обороны Севастополя 1941—1942 годов. В советские годы город был одним из самых чистых и благоустроенных в СССР. В городе основывается ряд академических и отраслевых НИИ: Институт биологии южных морей (на базе Морской биологической станции) и Морской гидрофизический институт АН УССР, Севастопольское отделение государственного института океанологии и океанографии, Черноморский филиал НИИ технологии судостроения и ряд других. Появляются в Севастополе и вузы: Севастопольский приборостроительный институт, быстро вставший в ряд крупнейших политехнических вузов страны, и два высших военно-морских училища: Черноморское имени П. С. Нахимова (ЧВВМУ) в Стрелецкой балке и Севастопольское инженерное в районе Голландия (СВВМИУ). 16 октября 1954 года, к столетию первой героической обороны, город награждён орденом Красного Знамени, 8 мая 1965 года Севастополь как Город-герой был награждён медалью «Золотая Звезда», а в 1983 году его наградили орденом Октябрьской Революции.
В 1948 году Севастополь был выделен в «самостоятельный административно-хозяйственный центр» и «отнесён к категории городов республиканского подчинения».

### Севастополь в составе Украинской ССР
В 1954 году Севастополь передан в состав Украинской ССР (подробнее см. Правовой статус Севастополя).
20 января 1991 года в городе был проведён референдум, на котором 97 % жителей высказались за «статус Севастополя — главной базы Черноморского флота, города союзно-республиканского подчинения».
На всеукраинском референдуме 1 декабря 1991 года 57 % проголосовавших жителей Севастополя проголосовали за независимость Украины (в Крымской АССР — 54 %).

### В независимой Украине
После распада СССР в 1991 году и принятия новой Конституции Украины в 1996 году Севастополь, согласно статье 133 конституции, был отнесён к числу городов со специальным статусом, став административной единицей первого уровня (наряду со столицей страны — Киевом). Он не вошёл в состав Автономной Республики Крым. После принятия в 1999 году закона о столице Украины Севастополь оставался единственным городом на Украине, городской голова которого (глава Севастопольской городской государственной администрации) не избирался, а назначался президентом Украины. Однако городской совет Севастополя имел право наложить вето на любое решение городского головы — главы администрации Севастополя.

### Захват и аннексия Россией
В феврале — марте 2014 года Севастополь, как и весь остальной Крым, был аннексирован Российской Федерацией. По данным различных источников, с лета 2013 года в кругах российских властей начинают прорабатываться различные планы действий по отторжению территорий Украины. В сентябре 2013 года в ходе российско-белорусских учений в Калининградской области отрабатывались «операции по защите соотечественников, якобы притесняемых на территории иностранного государства». По сценарию этих учений, «на территории соседнего государства происходят беспорядки и попытки захвата власти, создаются незаконные вооружённые формирования», а Россия и Беларусь как страны-соседи «заходят и наводят порядок».

Произошедшее 18—20 февраля 2014 года обострение гражданского противостояния в стране, а затем и смещение Януковича с поста президента способствовали радикализации настроений как в Крыму, так и в руководстве России. Россия фактически использовала Евромайдан в качестве оправдания аннексии Крыма и последующей необъявленной гибридной войны против Украины в Донбассе.
24 февраля Севастопольский горсовет установил гражданина России Алексея Чалого мэром Севастополя. Несколько отрядов 810-й бригады морпехов РФ заняли городскую площадь, нарушив Соглашение о пребывании флота РФ на территории Украины. 25 февраля БДК Николай Фильченков доставил 200 военнослужащих ССО РФ, вероятно командования. Вероятно, Николай Фильченков позже перевез Януковича из Крыма в Россию.
В ночь с 26 на 27 февраля российским спецназом были захвачены здания Верховного Совета и Совета министров АР Крым в Симферополе; кроме того ранним утром были установлены блокпосты на Перекопском перешейке и Чонгарском полуострове, что перерезало сухопутное сообщение Крыма с материковой Украиной. Российские силы состояли из двух десантных подразделений ССО псковской 76-й десантно-штурмовой дивизии около 30 бойцов каждый. Подразделения высадились в Севастополе и захватили парламент и правительственный квартал в Симферополе. Работа крымского правительства была полностью остановлена, министры и сотрудники не были допущены на свои рабочие места, как прелюдия к тому, что вместо них будет поставлено новое правительство.
27 февраля Россия оперировала двумя отрядами спецназа силой примерно 30 бойцов каждый из 76-й Псковской аэродесантной дивизии. Отряды высадились в Севастополе и захватили парламент и правительственный квартал в Симферополе утром 27 февраля.

### Российско-украинская война (с 2022)
С 24 февраля 2022 года подвергается атакам на Черноморский флот ВМФ России. 

## Правовой статус
С 2014 года правовой статус Севастополя является предметом разногласий между Россией, установившей контроль над большей частью Крымского полуострова, и Украиной.
Согласно официальной позиции России, «в соответствии со свободным и добровольным волеизъявлением народов Крыма на общекрымском референдуме 16 марта 2014 года и Договором о принятии Республики Крым в Российскую Федерацию от 18 марта 2014 года Республика Крым и г. Севастополь являются неотъемлемой частью Российской Федерации», а Конституция Российской Федерации относит Севастополь к категории городов федерального значения. Ранее, в 1990-е годы, законодательные органы России (Верховный Совет и Федеральное собрание) ставили вопрос о «подтверждении российского статуса», ссылаясь на указ Президиума ВС РСФСР 1948 года, однако реального изменения принадлежности города эти решения не повлекли и в 1997—2014 годах руководство России официальных требований по поводу «возвращения Крыма» или определения статуса Севастополя не предъявляло, а правовые последствия самого указа для Севастополя являются предметом дискуссий между российскими и украинскими исследователями.
Согласно официальной позиции Украины, «АР Крым и г. Севастополь <…> являются <…> неотъемлемой частью суверенного Украинского государства, на которую распространяется действие Конституции и законов Украины», и рассматриваются как «временно оккупированные». Конституция Украины относит Севастополь к категории городов, имеющих специальный статус, определяемый законами Украины, а закон Украины от 5 февраля 2015 года «Об основах государственной региональной политики» определяет город Севастополь как один из регионов страны. Законом «Об обеспечении прав и свобод граждан и правовом режиме на временно оккупированной территории Украины» в украинском правовом поле был установлен ряд ограничений и изъятий применительно к территории Севастополя.
27 марта 2014 года Генеральная Ассамблея ООН приняла резолюцию о своей приверженности территориальной целостности Украины в её международно признанных границах, непризнании крымского референдума и основанных на нём изменений статуса АР Крым и города Севастополя. Из 193 государств — членов ООН за принятие резолюции проголосовало 100 государств, воздержалось — 58, против резолюции проголосовало 11 государств. 19 декабря 2016 года ГА ООН приняла резолюцию по правам человека в Крыму, в преамбуле которой осудила «временную оккупацию АР Крым и Севастополя» и «подтвердила непризнание аннексии» Крымского полуострова. За документ проголосовало 70 стран, против — 26, 77 стран воздержались и 20 стран не голосовало. Резолюции Генеральной Ассамблеи имеют рекомендательный характер и не являются обязательными для выполнения.

## Население
Динамика численности населения города Севастополя
| 1790     | 1802     | 1804     | 1822     | 1850     | 1866     | 1886     | 1897     | 1923     | 1926     | 1931     | 1933     |
| -------- | -------- | -------- | -------- | -------- | -------- | -------- | -------- | -------- | -------- | -------- | -------- |
| 193      | ↘171     | ↗183     | ↗500     | ↗12 000  | ↘10 000  | ↗24 953  | ↗53 595  | ↗63 461  | ↗68 003  | ↗74 270  | ↗78 300  |
| 1937     | 1939     | 1944     | 1946     | 1959     | 1967     | 1970     | 1979     | 1987     | 1989     | 1991     | 1992     |
| ↗88 740  | ↗109 104 | ↘11 000  | ↗56 000  | ↗148 033 | ↗209 000 | ↗228 904 | ↗300 686 | ↗350 000 | ↗356 123 | ↗366 000 | ↗371 400 |
| 1995     | 1996     | 1998     | 1999     | 2000     | 2001     | 2004     | 2005     | 2006     | 2007     | 2008     | 2009     |
| ↘370 000 | ↘365 000 | ↘356 000 | ↘351 000 | ↘348 000 | ↘342 451 | ↘340 528 | ↘340 353 | ↘340 295 | ↘339 963 | ↘339 609 | ↗339 921 |
| 2010     | 2011     | 2012     | 2013     | 2014     | 2015     | 2016     | 2017     | 2018     | 2019     | 2020     | 2021     |
| ↗340 102 | ↗340 297 | ↗340 559 | ↗342 580 | ↗393 304 | ↗398 973 | ↗416 263 | ↗428 753 | ↗436 670 | ↗443 212 | ↗449 138 | ↗547 820 |
| 2022     | 2023     | 2024     | 2025     |          |          |          |          |          |          |          |          |
| ↘547 452 | ↗558 273 | ↗561 374 | ↘558 302 |          |          |          |          |          |          |          |          |

Динамика численности населения региона
| Численность населения | Численность населения | Численность населения | Численность населения | Численность населения | Численность населения | Численность населения | Численность населения | Численность населения | Численность населения |
| 1800                  | 1822                  | 1850                  | 1866                  | 1874                  | 1879                  | 1886                  | 1889                  | 1897                  | 1939                  |
| --------------------- | --------------------- | --------------------- | --------------------- | --------------------- | --------------------- | --------------------- | --------------------- | --------------------- | --------------------- |
| 10 000                | ↗25 000               | ↗45 046               | ↘10 000               | ↗17 500               | ↗20 500               | ↗33 000               | ↗39 800               | ↗57 455               | ↗111 938              |
| 1941                  | 1944                  | 1946                  | 1959                  | 1967                  | 1970                  | 1979                  | 1989                  | 1990                  | 1991                  |
| ↗114 000              | ↘11 000               | ↗56 000               | ↗152 122              | ↗209 000              | ↗254 935              | ↗333 087              | ↗392 826              | ↗398 100              | ↗403 300              |
| 1992                  | 1993                  | 1994                  | 1995                  | 1996                  | 1997                  | 1998                  | 1999                  | 2000                  | 2001                  |
| ↗411 500              | ↗416 100              | ↗416 200              | ↘411 400              | ↘406 900              | ↘401 500              | ↘396 600              | ↘391 400              | ↘387 200              | ↘379 492              |
| 2003                  | 2004                  | 2005                  | 2006                  | 2007                  | 2008                  | 2009                  | 2010                  | 2011                  | 2012                  |
| ↘378 527              | ↘378 353              | ↗378 608              | ↗379 072              | ↗379 232              | ↗379 451              | ↗380 069              | ↗380 456              | ↗380 821              | ↗381 234              |
| 2013                  | 2014                  | 2015                  | 2016                  | 2017                  | 2018                  | 2019                  | 2020                  | 2021                  | 2022                  |
| ↗383 437              | ↗385 870              | ↗398 973              | ↗416 263              | ↗428 753              | ↗436 670              | ↗443 212              |                       |                       |                       |

На 1 января 2025 года по численности населения город находился на 29-м месте из 1124 городов Российской Федерации.
По итогам переписи населения в Крымском федеральном округе по состоянию на 14 октября 2014 года, численность постоянного населения города Севастополя (как субъекта РФ) составила 393 304 человека. Большую часть населения города составляют русские — 81 % (303,1 тыс. человек); на втором месте украинцы — 14,2 % (52,9 тыс. человек).
По данным Росстата по состоянию на 1 января 2025 года численность населения города Севастополя (как субъекта РФ) составила 558 302 человека, в том числе городское население — 405 810 человек (92,98 %) и сельское — 30 653 человека (7,02 %). 
По данным на 01 января 2021 года общая численность постоянного населения — 509 992 человека (149 897 детей), из них мужчин — 46,4 %, женщин — 53,6 %. Плотность населения на территории города федерального значения Севастополь составляет 590,27 чел. на 1 км².
По данным статистики в 2014 году в городе (включая г. Инкерман, пгт Кача и сельские советы) родился 4881 ребёнок, что на 418 детей больше, чем год назад. Также, за анализируемый период умерло 5537 человек, что на 211 больше по сравнению с предыдущим годом. Миграционный прирост в Севастополе за прошедший год составил 13 565 человек, в основном, за счёт большого числа вынужденных переселенцев из Донецкой и Луганской областей Украины и из регионов РФ.
К концу 2020 года население Севастополя официально превысило полмиллиона жителей.
Население Севастополя с 1923 по 2001

(без нас. пунктов, подчинённых горсовету)
| Год   | Население |
| ----- | --------- |
| 1923* | 63 461    |
| 1926* | 74 500    |
| 1939* | 114 000   |

| Год   | Население |
| ----- | --------- |
| 1959* | 148 033   |
| 1967  | 209 000   |
| 1970* | 229 000   |
| 1979* | 301 000   |
| 1989* | 356 000   |
| 1991  | 366 000   |
| 1995  | 370 000   |
| 1996  | 365 000   |
| 2001* | 342 000   |
| 2014* | 349 000   |
| 2015  | 354 800   |

По данным на 2017 год, в структуре населения Севастополя дети возрастом до 16 лет составляют 16,5 %, мужчины и женщины пенсионного возраста (60 и 55 лет соответственно) — 27,1 %.
Всего в Севастополе мужчин — 204,5 тыс. чел. (46,9 %) женщин — 231 тыс. чел. (53,1 %). По статистике за 2017 год, средний возраст населения в Севастополе составляет 40,7 года, коэффициент фертильности — 1,62. Средняя продолжительность жизни жителей Севастополя составляет 73,4 года.
В 2020 году Севастополь стал единственным регионом России, где было зафиксировано увеличение продолжительности жизни (на 0,05 года). В 2020 году ожидаемая при рождении продолжительность жизни в Севастополе составила 73,58 года, однако к 2021 году снизилась до 72,25.

### Языковой состав
Родной язык населения по данным переписи 1897 года:
| Язык                           | Численность, чел. | Доля     |
| ------------------------------ | ----------------- | -------- |
| Русский («великорусский»)      | 34 014            | 63,46 %  |
| Украинский («малорусский»)     | 7 322             | 13,66 %  |
| Идиш «еврейский»               | 3 679             | 6,86 %   |
| Польский                       | 2 753             | 5,14 %   |
| Крымскотатарский («татарский») | 1 817             | 3,39 %   |
| Греческий                      | 1 553             | 2,90 %   |
| Немецкий                       | 907               | 1,69 %   |
| Другие                         | 1 550             | 2,90 %   |
| Итого                          | 53 595            | 100,00 % |

Родной язык населения по данным переписи 2001 года:
| Язык       | Численность, чел. | Доля     |
| ---------- | ----------------- | -------- |
| Украинский | 22 034            | 6,48 %   |
| Русский    | 310 965           | 91,41 %  |
| Другое     | 7 191             | 2,11 %   |
| Итого      | 340 190           | 100,00 % |

## Символы города
Флаг Севастополя — прямоугольное полотнище бордового цвета в центре которого помещено цветное изображение герба Севастополя согласно официальному описанию герба. Соотношение ширины флага к длине − 2:3; габаритная ширина изображения герба на флаге составляет 2/5 части от длины полотнища флага.
Герб города представляет собой скошенный геральдический щит французского типа. В серебряном (на флаге — белом) верхнем поле расположено изображение медали «Золотая Звезда», которой город был награждён в 1965 году за мужество и героизм, проявленный защитниками города в годы Великой Отечественной войны. В лазоревом (на флаге — синем) нижнем поле изображён памятник кораблям, затопленным в годы Крымской войны. Два поля объединяет золотая лавровая ветвь, символизирующая историческую преемственность между прошлым и настоящим города.
Гимном города является композиция «Легендарный Севастополь» композитора Вано Мурадели и поэта Петра Градова, исполненная впервые в 1954 году. Официальный статус композиции, как гимна города Севастополя, был установлен решением I сессии горсовета XXII созыва от 29 июля 1994 года.

## Религия и храмы
По данным Управления федеральной службы государственной статистики пo Республике Крым и Севастополю в 2020 году в Севастополе (территория города федерального значения) были официально зарегистрированы 108 религиозных организаций, в том числе по конфессиям:
- Русская православная церковь — 69;
- Старообрядцы — 3 (в том числе: Русская православная старообрядческая церковь — 1; древлеправославная церковь — 2);
- Римско-католическая церковь — 1;
- Греко-католическая церковь — 1;
- Ислам — 6;
- Иудаизм — 2 (в том числе Ортодоксальный — 1);
- Евангельские христиане-баптисты — 5;
- Христиане веры евангельской — 5
- Евангельские христиане — 7;
- Христиане веры евангельской-пятидесятники — 1;
- Лютеране — 1 (в том числе: Евангелическо-лютеранская церковь — 1);
- Новоапостольская церковь — 1;
- Церковь Иисуса Христа святых последних дней (мормоны) — 1;
- Неденоминированные христианские церкви — 1;
- Сознание Кришны (вайшнавы) — 1.

В 2007 году в Севастополе насчитывалось 97 религиозных общин, среди них УПЦ — 43, баптисты — 10, мусульмане — 7, пятидесятники — 4, Свидетели Иеговы — 8, адвентисты седьмого дня — 3, УГКЦ — 3, христиане веры евангельской — 2, церковь полного Евангелия — 2, иудеи — 2, УПЦ (КП) — 1 , УАПЦ — 1, Римско-католическая церковь — 1.

### Православные храмы
- Свято-Никольский храм (Братское кладбище);
- Владимирский собор (Херсонес Таврический) (музей-заповедник «Херсонес Таврический»);
- Владимирский собор — усыпальница русских адмиралов;
- Покровский собор;
- Храм Всех Святых;
- Храм Двенадцати Апостолов;
- Храм Архистратига Михаила;
- Церковь Константина и Елены;
- Часовня Святого Георгия-Победоносца (Сапун-гора);
- Церковь Святого Митрофания;
- Храм Святых Апостолов Петра и Павла;
- Храм Святой Великомученицы Татьяны (студенческий городок СевГУ).
- Свято-Никольский храм (Камышовая бухта)

### Католические храмы и часовни
- Костёл Климента Римского (возвращён католической общине в 2018 году);
- Римско-католическая часовня св. Климента, папы Римского;
- Греко-католическая часовня Успения Пресвятой Богородицы.

### Протестантские храмы и молитвенные дома
- Дом молитвы Евангельских Христиан Баптистов
- Храм Христа Спасителя Украинской Лютеранской Церкви

### Мечети
- Соборная мечеть (открыта в 1914 году). Её строительство финансировалось в частности и из личных средств императора Николая II. В 1938 году здание мечети советские власти передали Черноморскому флоту для использования в качестве склада. В 1948 году был разрушен купол мечети и снесён её минарет. Здание было возвращено мусульманской общине лишь в 1994 году, после чего при финансовой поддержке Турции была произведена реставрация мечети, а в 2000 году был восстановлен минарет[162].

В апреле 2014 года появились сообщения о том, что региональным общественным фондом имени Ахмата-Хаджи Кадырова было принято решение о выделении денег на ремонт старой мечети в Севастополе и строительстве ещё одной новой мечети.

### Синагога
- Солдатская синагога — молитвенный дом Николаевских солдат, ветеранов Крымской войны. Разрушена во время Великой Отечественной войны.

Предполагается завершение строительства синагоги еврейской религиозной общины «Хабад» (её строительство до российской аннексии финансировалось украинским бизнесменом Игорем Коломойским), в этом российские еврейские общины высказали намерение оказать помощь.

## Административное устройство
Современные границы административных районов были установлены в 1977 году решением Горисполкома № 3/93 от 8 февраля 1977 года «О границах районов г. Севастополя».
С точки зрения российского законодательства
Город федерального значения Севастополь в рамках административно-территориального устройства разделён на 4 административно-территориальные единицы — 4 района города Севастополя:
| № на карте | Район              | Население, чел. (2021) |
| ---------- | ------------------ | ---------------------- |
| 4          | Балаклавский район | ↗74 817                |
| 1          | Гагаринский район  | ↗187 475               |
| 2          | Ленинский район    | ↗138 656               |
| 3          | Нахимовский район  | ↗146 872               |

В рамках муниципального устройства, в границах районов города были образованы 10 внутригородских муниципальных образований: 1 город и 9 муниципальных округов.
| Район / муниципальное образование   | Площадь, км² | Население, чел. (2017) | городское | сельское | № на карте |
| ----------------------------------- | ------------ | ---------------------- | --------- | -------- | ---------- |
| Гагаринский район                   | 61,10        | 149726                 | 149726    | 0        | 1          |
| Гагаринский муниципальный округ     | 61,10        | 149726                 | 149726    | 0        | 1          |
| Ленинский район                     | 26,00        | 114862                 | 114862    | 0        | 2          |
| Ленинский муниципальный округ       | 26,00        | 114862                 | 114862    | 0        | 2          |
| Нахимовский район                   | 267,74       | 114757                 | 102213    | 12544    | 3          |
| Нахимовский муниципальный округ     | 126,00       | 97217                  | 97217     | 0        | 3          |
| Андреевский муниципальный округ     | 40,89        | 3059                   | 0         | 3059     | 4          |
| Качинский муниципальный округ       | 52,90        | 9069                   | 4996      | 4073     | 5          |
| Верхнесадовский муниципальный округ | 47,95        | 5412                   | 0         | 5412     | 6          |
| Балаклавский район                  | 530,44       | 49408                  | 31269     | 18139    | 4          |
| Балаклавский муниципальный округ    | 444,00       | 30160                  | 21073     | 9087     | 7          |
| Орлиновский муниципальный округ     | 83,60        | 6470                   | 0         | 6470     | 8          |
| Терновский муниципальный округ      | 1,52         | 2582                   | 0         | 2582     | 9          |
| город Инкерман                      | 1,32         | 10196                  | 10196     | 0        | 10         |

Население семи внутригородских муниципальных образований разделено между 42 населёнными пунктами: относимые органами статистики к городским населённым пунктам город Инкерман, населённый пункт Балаклава, посёлок Кача, а также 39 сельских населённых пунктов, в том числе 1 посёлок, 36 сёл и 2 населённых пункта без указания их категории.
С точки зрения украинского законодательства
Севастополь был разделён на 4 административных района. В состав двух из них (Гагаринского и Ленинского) входили только городские кварталы, а двум другим (Балаклавскому и Нахимовскому) были подчинены также город Инкерман, посёлок Кача и 39 сельских населённых пунктов, среди которых ранее выделялись 28 сёл, 1 посёлок (укр. селище) и более 30 поселений без статуса населённого пункта (аграрного типа или спецпоселений).
Перечень районов:
1. Гагаринский район (западная часть города)
2. Ленинский район (центральная часть города)
3. Нахимовский район (северная часть города; Северная сторона и территории к северу от реки Бельбек, в том числе пгт Кача)
4. Балаклавский район (юго-восточная часть города, в том числе город Инкерман)

17 июля 2020 года Верховная рада Украины приняла постановление о новой сети районов в стране, которым предполагалось вывести территорию Севастопольского городского совета, кроме городской застройки самого Севастополя и Балаклавы (в частности, Инкерманский городской, Качинский поселковый и Андреевский, Верхнесадовский, Орлиновский и Терновский сельские советы, подчинённые Севастопольскому горсовету) и включить её в состав Бахчисарайского района Автономной Республики Крым, однако это решение не вступало в силу до «возвращения Крыма под общую юрисдикцию Украины». 9 сентября 2023 года, несмотря на отсутствие контроля над полуостровом, вступили в силу поправки, которые ввели в действие данное постановление в отношении Крыма.

## Органы власти
В соответствии с городским уставом, законодательным органом Севастополя является Законодательное собрание города Севастополя, состоящее из 24 депутатов. 16 человек избираются по партийным спискам и 8 по мажоритарным. Действующий состав городского парламента избран 8 сентября 2019 года. Председателем Законодательного собрания с 6 сентября 2016 года является Екатерина Алтабаева.
Высшим должностным лицом и главой исполнительной власти, согласно уставу, является губернатор Севастополя, избираемый путём прямых выборов (до внесения поправок в устав [ноябрь 2016 года] — Законодательным собранием из числа кандидатов, представленных президентом России). Губернатором города со 2 октября 2020 года является Михаил Развожаев.
В городе действуют Советы депутатов муниципальных образований города Севастополя избираемых сроком на два года, первый созыв действовал с 2014—2016 год.

## Экономика

### Финансовая сфера
После аннексии Крыма и Севастополя Российской Федерацией резко увеличились параметры бюджетов вновь образованных субъектов федерации. В первую очередь, это связано с реализацией мероприятий федеральной целевой программы «Социально-экономическое развитие Республики Крым и Севастополя до 2022 года». Вместе с тем, значительная часть доходной части городского бюджета (от 55 до 70 %) формируется за счёт безвозмездных поступлений из федерального бюджета.
| Год  | Доходы           | Расходы          | Сальдо            | Субсидии (% от доходов) |
| ---- | ---------------- | ---------------- | ----------------- | ----------------------- |
| 2014 | 24,5 млрд рублей | 24,1 млрд рублей | 0,4 млрд рублей   |                         |
| 2015 | 24,8 млрд рублей | 28,6 млрд рублей | − 3,8 млрд рублей | 17,6 млрд рублей (71 %) |
| 2016 | 21,8 млрд рублей | 25,3 млрд рублей | − 4,5 млрд рублей | 11,5 млрд рублей (53 %) |
| 2017 | 30,5 млрд рублей | 34,5 млрд рублей | − 4 млрд рублей   | 18,3 млрд рублей (60 %) |
| 2018 | 35,7 млрд рублей | 39,5 млрд рублей | − 3,8 млрд рублей | 21,4 млрд рублей (60 %) |
| 2019 | 46,1 млрд рублей | 47,7 млрд рублей | − 1,6 млрд рублей | 29,5 млрд рублей (64 %) |

В свою очередь, основной часть собственных доходов городского бюджета являются налоговые поступления, формируемые преимущественно за счёта сбора налогов − на доходы физических лиц (8,6 млрд рублей, 19 % доходной части бюджета) и налога на прибыль предприятий (1,5 млрд рублей или 3 % доходной части бюджета).
На 01.10.2018 года банковский сектор города представлен 80 банковскими подразделениями, в том числе 2 самостоятельными банками; крупнейшая сеть отделений — у РНКБ. Также в городе представлены Генбанк, АБ Россия, Крайинвестбанк, Севастопольский морской банк и другие. Размер пассивов, сформированных на территории Севастополя, составил 36 млрд рублей. Кредитный портфель составляет 8,6 млрд рублей.
По состоянию на 2023 год бюджет города остаётся дефицитным, дефицит составляет 4,6 млрд рублей.
Платёжная инфраструктура для розничных платежей в городе сформирована 1071 банкоматом, 3652 POS-терминалами.

### Экономические показатели
По состоянию на май 2021 года Севастополь занимает 59 место в рейтинге социально-экономического положения «РИА Рейтинг» среди российских регионов. Средняя заработная плата в Севастополе за 2020 год составляла 36 300 рублей.
| показатель            | единицы       | 2013  | 2014  | 2015 | 2016  | 2017 | 2018 | 2019 | 2020 |
| --------------------- | ------------- | ----- | ----- | ---- | ----- | ---- | ---- | ---- | ---- |
| Экспорт товаров       | млн долл. США | 96,2  | 59,3  | 47,8 | 6     | 5,4  | 4,6  | 6,0  | 4.8  |
| Импорт товаров        | млн долл. США | 106,9 | 102,1 | 37,7 | 33,4  | 14,9 | 9,6  | 6,2  | 5.1  |
| Сальдо экспорт-импорт | млн долл. США | −10,7 | -42,8 | 10,1 | -27,4 | -9,9 | -5,0 | -0,2 | -0,3 |

Основу товарной структуры экспорта составили продовольственные товары и сельскохозяйственное сырьё (кроме текстильного); машины, оборудование и транспортные средства; Металлы и изделия из них; Текстиль, текстильные изделия и обувь; Продукция химической промышленности, каучук.
Основу товарной структуры импорта составляют машины, оборудование и транспортные средства; продовольственные товары и сельскохозяйственное сырьё (кроме текстильного); Древесина и целлюлозно-бумажные изделия; Металлы и изделия из них; Продукция химической промышленности, каучук.
По данным «Центра занятости Севастополя» на конец 2020 года уровень безработицы составлял 4,4 %.

### Недвижимость
Согласно ряду аналитических исследований, по стоимости жилья Севастополь занимает 5 место среди городов России. По состоянию на 2019 год средняя стоимость 1 квадратного метра жилья на вторичном рынке составляет около 67 тысяч рублей. Причём цена квадратного метра в Севастополе больше зависит от месторасположения (расстояния до моря), чем от качества жилья. На первичном рынке не прослеживается снижения цен по мере удаления участка от центра города.
Общая площадь жилого фонда Севастополя в 2016 году составляла 7,7 млн м². При этом в 2014 году общая площадь нового сданного жилья в Севастополе составила 157 тыс. кв. метров, в 2015 году — 135 тыс. кв. метров, а в 2016 году — уже 292 тыс. кв. метров.

### Промышленность
По итогам работы промышленных предприятий города в январе — сентябре 2018 года по сравнению с аналогичным периодом прошлого года индекс промышленного производства составил 114,1 %. По состоянию на 01.10.2018 количество предприятий промышленности составило 624 единицы.
Объём промышленного производства по итогам 2017 года составил 19,4 млрд рублей.
Севастополь является крупнейшим центром рыбодобывающей и рыбоперерабатывающей промышленности. В 1964 году на берегах Камышовой бухты был построен Севастопольский морской рыбный порт, базовый для рыболовного флота юга страны. В советское время грузооборот порта превышал 1 млн тонн в год, в 1993 году он упал до 349 тысяч, но снова вырос к 2003 году, составив свыше 3 млн тонн. На 2004 год в городе работало 28 предприятий по вылову и переработке рыбы. Крупнейшие из них — ОАО «Севастопольский рыбоконсервный завод», ООО «Рыбоконсервный комбинат „Новый“». Общий объём вылова рыбы, который осуществлялся 74 судами, за первое полугодие 2017 года составил 17,1 тыс. тонн. В 2018 году севастопольскими предприятиями в Азово-Черноморском бассейне добыто 25,12 тыс. тонн водных биологических ресурсов, в 2018 году 29,46 тыс. тонн. Перерабатывающие предприятия, специализирующиеся на производстве консервов, по состоянию за 2016 год выпустили около 16,1 млн физических банок.
В Севастополе работает несколько судоремонтных и судостроительных заводов — крупнейшим из которых является 13-й судоремонтный завод, обеспечивающий работой почти 1800 человек и являющийся крупнейшим налогоплательщиком города. Также, среди них — одно из крупнейших подобных предприятий Азово-Черноморского региона с более чем 200-летней историей — ПАО «Севастопольский морской завод». На этом заводе строились самые крупные по грузоподъёмности морские плавучие краны СССР — от 100 до 1600 тонн. С середины XX века на судостроительную отрасль города работает завод судовой светотехники «Маяк». Производством электрооборудования и радиоаппаратуры занимается КБ «Коммутационной аппаратуры».
В городе расположены крупные конструкторские бюро, такие как ЦКБ «Коралл» и ЦКБ «Черноморец», которые занимаются разработкой проектов для военного судостроения и добычи природных ресурсов в Арктике.
Многие дома современного Севастополя построены из инкерманского известняка, добыча которого ведётся в районе города открытым способом строительными предприятиями, такими, как основанный в 1944 году для восстановления разрушенного Севастополя Инкерманский завод строительных материалов.
Швейная и трикотажная промышленность представлена рядом предприятий, выпускающих изделия, пользующиеся широким спросом во всех регионах Украины. Швейная фабрика им. Н. Ониловой снабжена сложными агрегатами с программным управлением. С конвейеров фабрики ежегодно сходят несколько тысяч мужских костюмов.
В январе — марте 2017 года предприятиями и организациями освоено 2,1 млрд руб. инвестиций в основной капитал, что в 3,1 раза больше, чем в январе — марте 2016 года.
По состоянию на 1 января 2014 года, общий объём прямых иностранных инвестиций в город Севастополь составил 191,2 млн долларов США. Наибольший объём иностранных инвестиций получены от Кипра (57,3 %) и России (15,1 %). Инвестиции были направлены на строительство и ввод в эксплуатацию специализированных портовых терминалов для перевалки наливных грузов, зерна и других видов грузов в Севастополе и Камышовой бухте.

### Сельское хозяйство
За январь-сентябрь 2018 года производство продукции сельского хозяйства (в сопоставимых ценах) по отношению к соответствующему периоду 2017 года уменьшилось на 6,1 %. По предварительной оценке, объём производства продукции сельского хозяйства всех сельхозпроизводителей в действующих ценах составил 1,4 млрд рублей.
Поголовье крупного рогатого скота в хозяйствах всех категорий составляло 2,5 тыс. голов и увеличилось на 0,1 % по сравнению с 01.10.2017, из него коров — 1,1 тыс. голов (на 0,2 % меньше); свиней — 0,9 тыс. голов (на 13,3 % меньше), овец и коз — 1,1 тыс. голов (на 37,7 % меньше), птицы всех видов — 173,5 тыс. голов.
ПК Севастополя включает 21 тыс. га земель сельхозугодий, на которых расположены 4,3 тыс. га виноградников (со средней урожайностью 44,5 ц/га), и около 800 га садов, «имеется небольшое животноводство» в количестве 2481 голов крупного рогатого скота.
Виноградарско-винодельческая является ведущей отраслью агропрома города. Площадь, занятая виноградниками — около 4,3 тыс. га, в 2018 году заложены новые виноградники на площади 158 га. Всего же, с 2014 по 2018 год было обновлено 980 гектаров виноградников и заложено свыше 840 гектаров новых. Также, по данным за 2018 год, в городе было разлито около 16 млн бутылок вина, что поставило Севастополь на 4-е место среди регионов России. Шампанское и игристые вина выпускает «Севастопольский винзавод», марочные вина — «Инкерманский завод марочных вин». Завод является одним из крупнейших налогоплательщиков города — в 2015 году было уплачено налогов на общую сумму 628 млн рублей. На предприятии занято 1300 человек. Кроме того, в окрестностях города с 1968 года расположены виноградники агрофирмы «Золотая балка», которая запустила собственное производство с ежегодным объёмом продукции в 5,5 млн бутылок игристых вин.

### Торговля
Оборот розничной торговли за январь-сентябрь 2018 г. составил 48,4 млрд рублей, что на 1,8 % больше, чем за сопоставимый период 2017 года. Оборот общественного питания за январь-сентябрь 2018 г. относительно сопоставимого периода предыдущего года увеличился на 0,6 % и составил 3,9 млрд рублей.
На территории города действуют более 35 рынков, наиболее крупные из них — Центральный, вещевой и оптовый продуктовый на 5-м км Балаклавского шоссе, на Корабельной стороне, в Балаклаве, на ул. Юмашева, ул. Хрюкина, ул. Толстого, «Московский», в Стрелецкой бухте, на Северной стороне, автомобильный рынок на мысе Фиолент.
В Севастополе функционируют торговые объекты крупных международных, федеральных, а также местных розничных сетей, среди них — Novus, ПУД, Фуршет, Сильпо, Metro AG, Яблоко, DNS. Также действует строительные супермаркеты Эпицентр и Добрострой. Помимо этого, население Севастополя обслуживается рядом торговых центров, крупнейшими из которых являются ТЦ «Муссон» (площадью более 50 000 м²) и ТЦ «Sea Mall» (площадью более 20 000 м²). Здание ГУМа является памятником архитектуры.

### Электроэнергетика и теплоснабжение
По состоянию на середину 2021 года, на территории Севастополя эксплуатировались 4 электростанции общей мощностью 663,1 МВт, в том числе три тепловые электростанции и одна солнечная электростанция. В 2020 году они произвели 2680 млн кВт·ч электроэнергии
В Севастополе мощность потребления электроэнергии составляет около 200—210 МВт.
Основным производителем электроэнергии является Балаклавская ТЭС мощностью 496,8 МВт. Также в регионе находятся Севастопольская ТЭЦ мощностью 33 МВт (с 2019 года не вырабатывает электроэнергию), Севастопольская МГТЭС мощностью 129,3 МВт (работающая в пиковом режиме) и небольшая солнечная электростанция мощностью 3 МВт. Помимо этого, в городе установлено 217 дизель-электростанций, суммарной мощностью 30 МВт, которые используются для аварийного электроснабжения предприятий, обеспечивающих жизнедеятельность города.
В Севастополе в Камышовой бухте расположена самая мощная котельная в Крыму — 255 МВт, построенная в 1976—1986 годах. Всего в городе действует 114 котельных принадлежащих КП «Севтеплоэнерго» СГС общей мощностью 756 МВт. Годовой отпуск тепла на отопление составляет 780 тыс. Гкал и 230 тыс. Гкал на горячее водоснабжение.

### Водоснабжение
Централизованное водоснабжение Севастополя обеспечивает государственное унитарное предприятие города Севастополя «Водоканал». Основные источники водоснабжения: Чернореченское водохранилище, Бельбекский, Вилинский и Орловский водозаборы, Инкерман. Через водопроводную сеть общей длиной более 800 километров ежесуточно поставляется 140—150 тыс. м³ воды.

## Улицы и площади

### Основные улицы города[217]
- Улица Адмирала Октябрьского (Севастополь)
- Улица Айвазовского (Севастополь)
- Балаклавское шоссе
- 5-я Бастионная улица (Севастополь)
- Большая Морская улица (Севастополь)
- Проспект Генерала Острякова
- Улица Генерала Петрова (Севастополь)
- Улица Героев Севастополя (Севастополь)
- Городское шоссе
- Индустриальная улица (Севастополь)
- Исторический бульвар (Севастополь)
- Казачинское шоссе
- Камышовое шоссе
- Набережная Корнилова
- Улица Ленина (Севастополь)
- Матросский бульвар (Севастополь)
- Монастырское шоссе
- Набережная Назукина
- Приморский бульвар (Севастополь)
- Проспект Нахимова (Севастополь)
- Проспект Октябрьской Революции (Севастополь)
- Улица Советская (Севастополь)
- Спуск Шестакова
- Улица Суворова (Севастополь)
- Улица Тараса Шевченко (Севастополь)
- Фиолентовское шоссе
- Улица Хрусталёва
- Улица Частника (Севастополь)

### Площади
- Площадь Восставших (Севастополь)
- Площадь Генерала Захарова
- Площадь Лазарева (Севастополь)
- Площадь Нахимова (Севастополь)
- Площадь Пирогова (Севастополь)
- Площадь Ревякина (Севастополь)
- Площадь Суворова (Севастополь)
- Площадь Ушакова (Севастополь)

## Транспорт
В XIX веке город быстро рос, а после 1875 года, когда появилась железная дорога, стал расти ещё быстрее. Во все времена Севастополь не мог обойтись без морского порта. Ныне в Севастополе также имеются междугородняя автобусная станция и аэропорт «Бельбек».
В 1898 году севастопольцам стал доступен новый транспорт: трамвай, который был одним из первых в Российской империи. В 1925 году была построена междугородная линия Севастополь — Балаклава. Во время войны большая часть линий была уничтожена. После освобождения Севастополя было принято решение трамвайное движение не восстанавливать, так как в условиях сильных перепадов высот и узких дорог трамваи оказались неудобны. Остатки путей были демонтированы, остатки подвижного состава переданы трамвайному парку Евпатории.
На смену ему пришёл новый транспорт — троллейбус. На долгое время он стал основным видом общественного транспорта в городе. В результате во времена СССР троллейбусы часто были переполнены. Государственные большие и средние автобусы ходили редко и нерегулярно, не разгружая троллейбусы. На помощь им в 1990-е годы пришли маршрутные такси (в местном просторечии — топик, так как первые маршрутные такси были корейской марки KIA Asia Topic), а позже автобусы средней вместимости. В 2016—2020 годах были дополнительно закуплены 265 автобусов средней и большой вместимости. Кроме того, в течение 2017—2018 годов в Севастополь поставлено 128 новых троллейбусов (из них 34 с автономным ходом), также и в 2020 году было поставлено 100 троллейбусов (из них 16 с автономным ходом). По состоянию на 2025 год существует 15 маршрутов троллейбусов (3 из них с автономным ходом) с общим количеством машин — 157 штук, которые связывают между собой почти все районы города. За сутки перевозится более 300 тыс. пассажиров. Дополнительно действуют более 80 маршрутов автобусов и маршрутных такси (включая маршруты в Инкермане, Балаклаве и прочих пригородах).

### Автомобильный транспорт
В 1987 году в Севастополе было зарегистрировано более двадцати восьми тысяч транспортных средств. На 01.07.2008 зарегистрировано 102 880 единиц. За счёт приезжих транспортный поток возрастает в четыре-пять раз. Ежегодно регистрируется 5000-6000 новых автомобилей. На конец 2017 года количество собственных легковых автомобилей в Севастополе достигает 217 на 1000 человек населения, что сближает регион с общероссийскими показателями.
Рассматривается вопрос о строительстве моста через Севастопольскую бухту.

### Морской транспорт
Наравне с Владивостоком и Санкт-Петербургом, в Севастополе катерное сообщение между районами является водным городским маршрутным общественным транспортом. Чтобы попасть на Северную сторону через Севастопольскую бухту используется катер либо паром. Для перевозки пассажиров задействованы 7 катеров и 1 паром. Сейчас существуют такие маршруты катеров:
- Графская пристань — Северная сторона
- Артбухта — Радиогорка
- Графская пристань — Голландия — Инкерман
- Графская пристань — Голландия

В летний период работают маршруты:
- Балаклава — мыс Фиолент.
- Балаклава — Ближний пляж — Золотой пляж

Для перевозки автомобилей используется паром:
- Артбухта — Северная сторона

В 2014 году была открыта линия Севастополь — Новороссийск.
Перевозки автомобильного транспорта на ней выполняет паром «Петербург», совершая 10 круговых рейсов в месяц; контейнеров — сухогруз «Сильный», совершая до 4 круговых рейсов в месяц.
С 2018 года осуществляется морское пассажирское сообщение Севастополь — Ялта при помощи новых пассажирских судов на подводных крыльях Комета 120М.
В год Севастополь посещает около 1000 морских судов, в том числе более 200 иностранных. Грузопассажирские перевозки осуществляются более чем с 40 странами мира.

## Туризм
В Севастопольском регионе располагается 49 км пляжей, работают более 80 гостиниц и более 200 гостевых домов, 4 санатория-профилактория, 9 пансионатов, 4 автокемпинга, 10 яхтклубов и более 10 дайвинг-центров, более 80 баз отдыха и объектов, приравненным к ним. В 2014 году было обслужено более 250 тысяч туристов и более 1 млн 640 тысяч экскурсантов. Также, ежегодно Севастополь посещает свыше 100 тысяч иностранных туристов более чем из 45 стран мира. Поступления в бюджет города от туристической отрасли составили 668 млн рублей.

### Яхтенный туризм
В Севастополе в настоящий момент функционирует 7 яхт-клубов. В акваториях Севастополя проводятся парусные фестивали, регаты и конференции, в том числе Всеукраинская Черноморская ралли-регата «Sitronics Intellect Cup», Черноморское яхтенное ралли «Кайра», организатором которого выступает турецкая парусная марина «Атакой», Парусный фестиваль в г. Севастополе.

### Военно-исторический туризм
Богатое военное историческое наследие обусловило развитие военно-исторического туризма в городе. Большой популярностью пользуются военно-исторические реконструкции (рыцарские турниры у генуэзской крепости Чембало, реконструкции боёв Крымской войны в Долине смерти у Балаклавы и на историческом бульваре Севастополя, военизировано-театрализованный праздник «Знамёна Славы» на Сапун-горе).

### Курортно-оздоровительные учреждения
- пансионат «Атлантус»
- пансионат «Изумруд»
- база отдыха «Изумруд-2»
- база отдыха «Дельфин»
- оздоровительный комплекс «Альбатрос»
- туристический комплекс «Звёздный Берег»
- туристический комплекс «Любоморье»
- туристический комплекс им. А. В. Мокроусова
- санаторий-профилакторий «Строитель»
- санаторий-профилакторий «Чембало»
- туристический комплекс «Севастополь»(Радиогорка)
- пансионат «Севастополь» (район бухты Омега)

### Детские оздоровительные учреждения
- детский санаторно-оздоровительный центр «Ласпи»
- детский лагерь «Альбатрос»
- детский лагерь «Атлантика»
- детский лагерь «Атлантус»
- детский лагерь «Горный»
- детский лагерь «Нахимовец»
- детский лагерь «Омега».
- детский лагерь «Радость»
- детский лагерь «Чайка»
- спортивно-оздоровительный лагерь «Горизонт»
- лагерь труда и отдыха «Прибой»

## Культура